# Metro Ligero de Madrid
El Metro Ligero de Madrid es una red de tren ligero que une varias localidades del Área Metropolitana de la Comunidad de Madrid (España) con la ciudad de Madrid. Fue inaugurada el 24 de mayo de 2007. El sistema se encuentra integrado en el Consorcio Regional de Transportes de Madrid y, aunque comparte una imagen gráfica unificada, su gestión es independiente de la empresa Metro de Madrid.
El Metro Ligero cuenta con 3 líneas y 38 estaciones — tres de ellas con correspondencia con Metro de Madrid: Colonia Jardín, Las Tablas y Pinar de Chamartín. También existen otras dos estaciones en correspondencia con Cercanías: Aravaca y Fuente de la Mora.
Aunque la titularidad del servicio corresponde al Gobierno de la Comunidad de Madrid, su gestión corre a cargo de dos empresas privadas en régimen de concesión: Metros Ligeros de Madrid S.A., concesionaria de la línea 1, y Metro Ligero Oeste S.A., que opera las líneas 2 y 3.
Además, el tranvía de Parla se conoce como ML-4.

## Historia
La creación del metro ligero en Madrid surge en 2007, como resultado del desarrollo urbanístico y de la expansión del área residencial en el entorno metropolitano de Madrid durante la década de 1990. Ya en Plan General de Ordenación Urbana de 1997 se contemplaba la ampliación de la red de Metro de Madrid para llevar el ferrocarril al norte del área metropolitana.
Debido a las características demográficas y urbanísticas de la zona, se optó por crear un sistema de metro ligero para esta infraestructura: Un híbrido que utiliza unidades de ferrocarril similares a las de un tranvía, pero que aprovecha las características de segregación, frecuencia y capacidad de absorción de pasajeros de un metro pesado convencional. Así, este trazado combina tramos en superficie, integrados en el paisaje urbano, con tramos soterrados por los que se atraviesan o salvan carreteras como la A-1 y la M-111.
Los trabajos de construcción de la línea 1 se iniciaron en diciembre de 2004 y finalizaron con la inauguración del servicio el 24 de mayo de 2007. La mayor parte de la línea discurre bajo tierra, por túneles de similares características a los de gálibo estrecho del resto de la red, aunque ciertos tramos son superficiales.
Paralelamente, se desarrollaron las actuaciones correspondientes a la línea 2 y a la línea 3, que tienen como objetivo conectar la red con los núcleos urbanos de Pozuelo de Alarcón y Boadilla del Monte, al oeste de la ciudad de Madrid. Ambas líneas fueron inauguradas apenas unos meses después de la línea 1, el 27 de julio de 2007.
La explotación de las tres líneas se otorgó en régimen de concesión a dos empresas privadas por un periodo de 30 años (Hasta 2036) como contraprestación a que ambas empresas, cuyos accionistas principales son grandes constructoras, financiaran las obras de ejecución: Metros Ligeros de Madrid S.A. y Metro Ligero Oeste S.A.

## Líneas

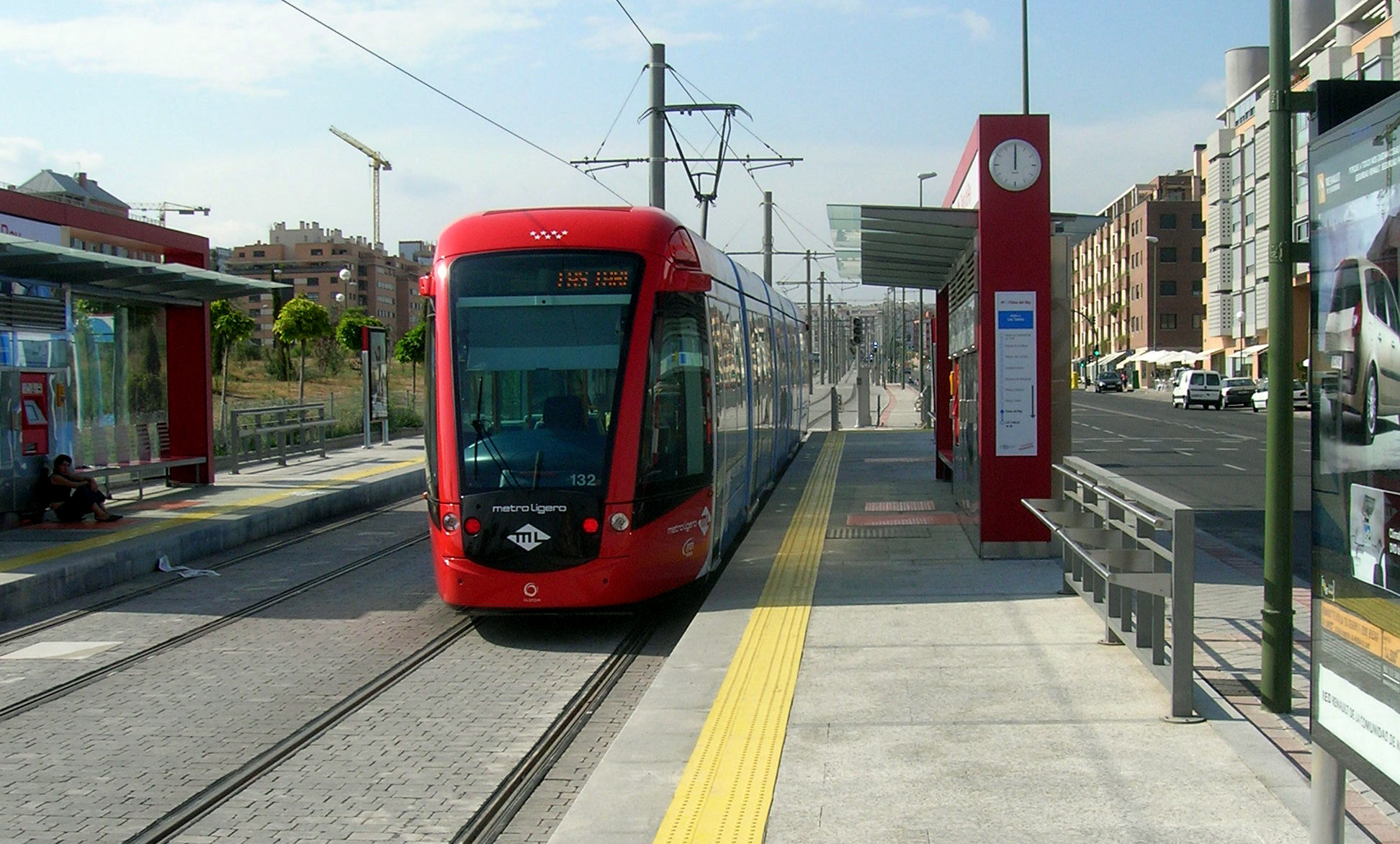
Una unidad de la línea 1 en la estación de Palas de Rey.

La red de Metro Ligero de Madrid consta actualmente de tres líneas. La línea 1 tiene como objetivo conectar al área norte de Madrid, uniendo el Pinar de Chamartín con los nuevos desarrollos urbanísticos de Sanchinarro y Las Tablas.
Por su parte, las líneas 2 y 3 abarcan los municipios al oeste del área metropolitana: En concreto, la línea 2 enlaza la red de Metro con Pozuelo de Alarcón, mientras que la línea 3 conecta ambas zonas a su vez con Alcorcón y Boadilla del Monte.
Por otra parte la red de la Línea ML-4 la cubre el Tranvía de Parla que une los barrios del municipio, actualmente con 1 línea, aunque están proyectadas dos líneas más como refuerzo en un futuro cuando se desarrollen nuevas infraestructuras urbanas e industriales.
| Línea   | Terminales                           | Longitud  | Estaciones | Andén |
| ------- | ------------------------------------ | --------- | ---------- | ----- |
|         | Pinar de Chamartín - Las Tablas      | 5,395 km  | 9          | 45 m  |
|         | Colonia Jardín - Estación de Aravaca | 8,680 km  | 13         | 45 m  |
|         | Colonia Jardín - Puerta de Boadilla  | 13,699 km | 16         | 45 m  |
| TOTAL   | TOTAL                                | 27,774 km | 38         | —     |
| Línea 1 | Tranvía de Parla                     | 8,3 km    | 15         | --    |

## Infraestructura y material móvil

### Flota

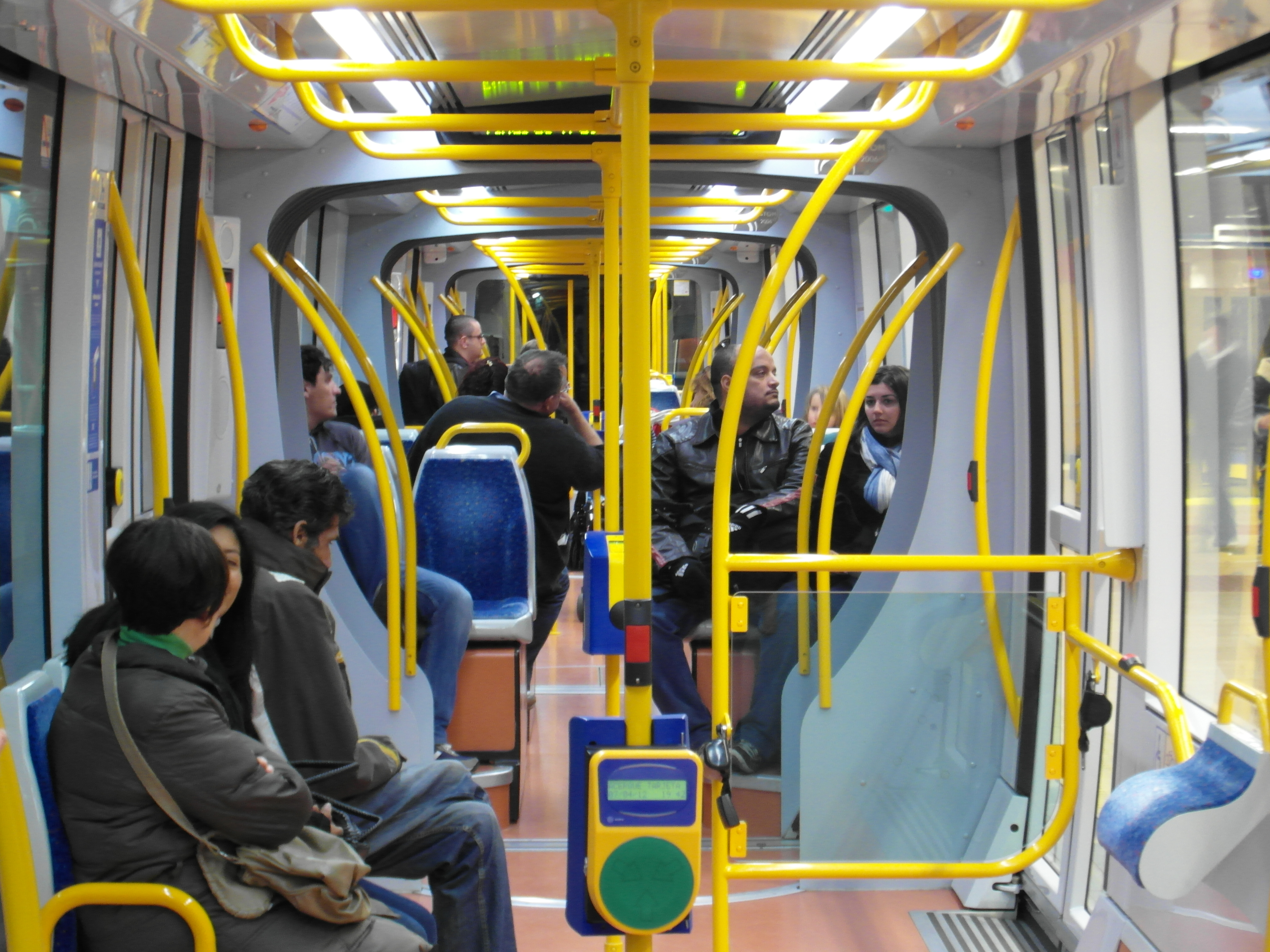
Interior de un tren de Metro Ligero.

La flota del Metro Ligero de Madrid está compuesta íntegramente por trenes ligeros del modelo «Citadis», fabricados por Alstom. Se trata del mismo modelo que se utiliza en el Tranvía de Parla, Tenerife, en el Tranvía de Murcia o en las líneas Trambaix y Trambesòs de Barcelona.
Se trata de trenes de piso bajo con una capacidad para 186 pasajeros (54 sentados y 132 de pie) alimentados por una catenaria aérea a 750 Voltios a corriente continua y una velocidad punta de 70 km/h.
Circulan por la derecha (al contrario que el resto de la red de Metro) para no entorpecer la circulación, en composiciones de cinco módulos; aunque existe la posibilidad de ampliarlos hasta siete en un futuro si la demanda así lo requiere.

### Intermodalidad

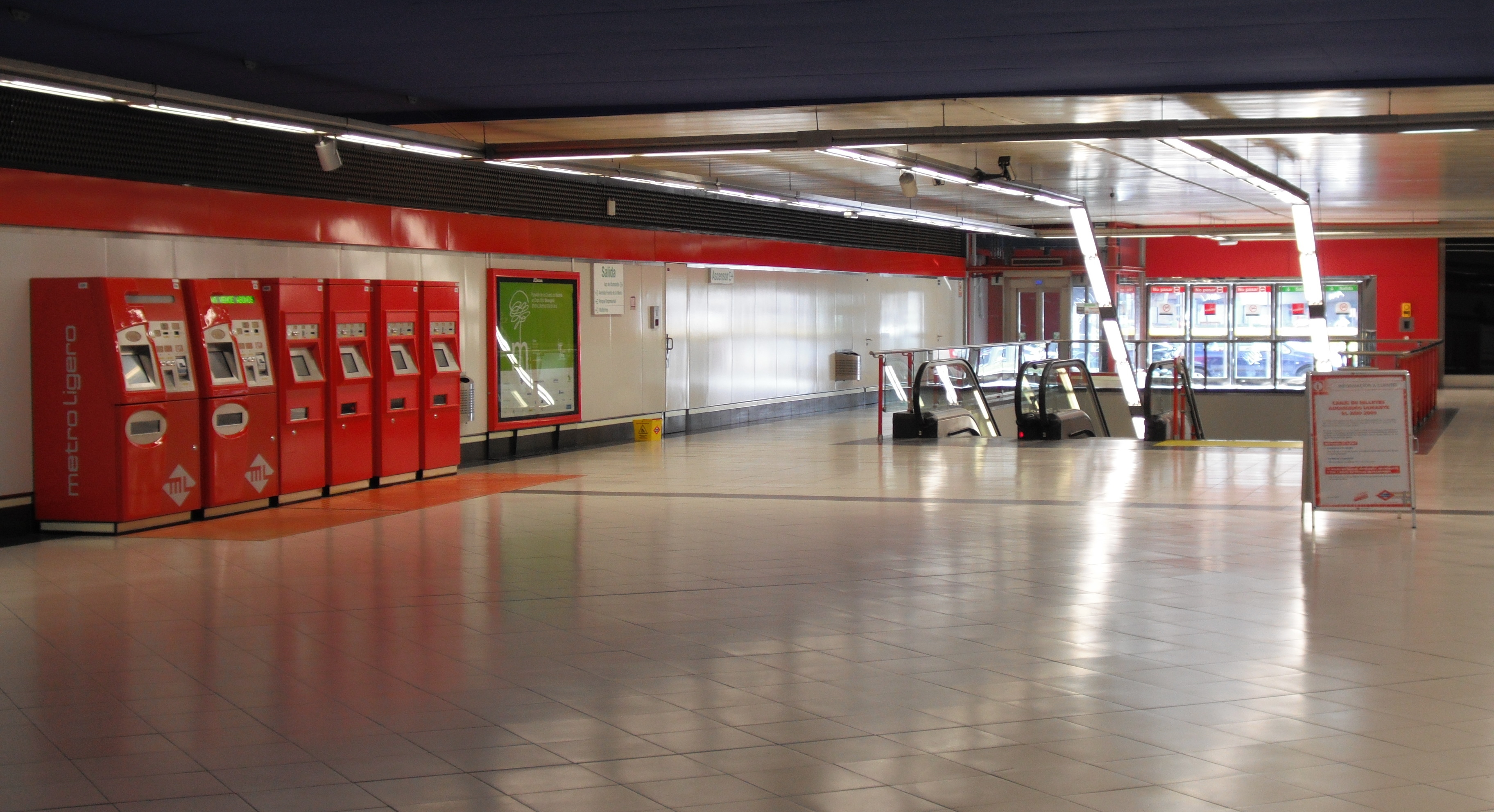
Vestíbulo de la estación de Fuente de la Mora, que da servicio a la línea 1 y a trenes de Cercanías.

Con el objetivo de la intermodalidad entre el Metro Ligero y el resto de servicios del área metropolitana de Madrid, la red cuenta con varias estaciones que actúan como intercambiadores con los servicios de Metro de Madrid y Cercanías. En total, existen cinco estaciones que permiten el cambio de modalidad de transporte. En estos casos, las estaciones se han diseñado integrando en una misma infraestructura los andenes de ambos servicios ferroviarios.
- La línea 1 de Metro Ligero tiene correspondencia con las líneas 1 y 4 en Pinar de Chamartín, que a su vez es una de las cabeceras de la línea. En el otro extremo, conecta de nuevo con la línea 10 de Metro en la estación de Las Tablas. En la estación de Fuente de la Mora existe intermodalidad con los trenes de Cercanías.

- La línea 2 sólo tiene correspondencia con la línea 10 de Metro en la estación de Colonia Jardín; dicha estación también conecta a su vez con la línea 3 de Metro Ligero. En el otro extremo de la línea, enlaza con los trenes de Cercanías en la estación de Aravaca.

- La línea 3 sólo tiene correspondencia con Metro de Madrid en la estación de Colonia Jardín (Línea 10), donde también conecta a su vez con la línea 2 de Metro Ligero.

### Tramos en superficie
La mayor parte de la red de metro ligero circula en superficie, con una plataforma segregada propia que la separa del resto del tráfico urbano. La red cuenta tanto con estaciones en superficie como soterradas. En concreto, los tramos en superficie del sistema son los siguientes:
- Virgen del Cortijo - Blasco Ibáñez y María Tudor - Las Tablas
- Toda la línea, excepto las estaciones de Somosaguas Sur y Avenida de Europa, los tramos Prado del Rey - Somosaguas Centro y Campus de Somosaguas - Berna (estando, sin embargo, las estaciones en superficie y la estación de Berna en trinchera) y túneles bajo las carreteras M-502 y M-503.
- Toda la línea, excepto en el entorno de la estación de Montepríncipe por el que circula en túnel estando la estación en trinchera.

## Futuro
Aunque no existen actualmente proyectos formales de ampliación del metro ligero, el Consorcio Regional de Transportes de Madrid se ha mostrado proclive a integrar el Tranvía de Parla en la red de Metro Ligero de Madrid, denominándolo transitoriamente en sus informes o en su web como «Línea ML4». El trazado segregado en la mayor parte del trazado de este tranvía y el hecho de que su flota está compuesto por el mismo modelo de ferrocarriles, hacen que sea factible su reconversión en un metro ligero, aunque esto nunca ha llegado a formalizarse.

### Estaciones pendientes de inauguración
Uno de los objetivos con los que se planteó el trazado del Metro Ligero de Madrid era conectar la ciudad madrileña con barrios de reciente creación y núcleos de población futuros. Así, existen cuatro estaciones que, si bien se construyeron, no se llegaron a inaugurar, debido a que no existen zonas habitadas alrededor. Dichas estaciones se encuentran cerradas y los ferrocarriles no hacen parada en ellas, estando preparadas para ser abiertas cuando dichas zonas sean urbanizadas.
Las estaciones pendientes de inaugurar son Prado de las Bodegas y Retamares Oeste en Pozuelo de Alarcón, y las paradas de Ciudad Financiera Este y Ciudad Financiera Oeste en Boadilla del Monte.